# Валкова дробарка

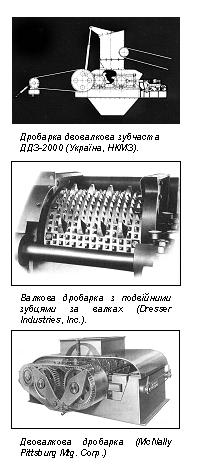
Дробарка_двовалкова.JPG

Валкова дробарка (рос. дробилка валковая, англ. roll crusher; нім. Walzenbrecher m) — установка для дроблення матеріалів (руд, будівельного каменю, вугілля тощо) валками, що обертаються назустріч один одному, або валками і нерухомою щокою. Вперше валкова дробарка виготовлена в 1806 р. у Великій Британії.

## Класифікація
Валкові дробарки класифікують:
- за числом валків (одно-, дво-, тривалкові та більше);
- за типом змінних робочих органів (з рівними, рифленими і зубчатими поверхнями валків).

## Основні характеристики
Основні параметри, що характеризують валкові дробарки: діаметр і довжина валків. Діаметр рівних валків в 15-20 раз більші від максимального розміру грудки матеріалу, що завантажується;
- рифлених — в 10 раз і зубчатих — в 1,5-2 рази;
- довжина валка становить 0,3-0,7 його діаметра.

До основних технологічних характеристик валкових дробарок належать: кут захоплення α, окружна швидкість валків V, продуктивність Q і потужність електродвигуна N.
Частота обертання валків 50-180 хв−1. Продуктивність валкових дробарок 8-250 т/год.
Ступінь дроблення в залежності від типу і властивостей матеріалу для твердих порід — до 4; для м'яких і в'язких — 6-8; для в'язких глинистих — 10-12 і більше.
Переваги валкових дробарок — простота конструкції, обслуговування, можливість дроблення вологих матеріалів.
Недоліки — невисока продуктивність, великий абразивний знос робочих поверхонь валків.

## Застосування
Валкові дробарки з гладкими валками застосовуються для середнього і дрібного дроблення твердих порід, коли недопустиме переподрібнення цінного крихкого мінералу (марганцеві, каситеритові, вольфрамітові руди, калійні солі), іноді їх застосовують для середнього дроблення вугілля й коксу. На збагачувальних фабриках дробарки з гладкими валками звичайно використовують при ступені дроблення 3 — 4.
Валкові дробарки з зубчатими валками застосовують для крупного і середнього дроблення м'яких і крихких порід (вугілля, антрацитів і сланців) при необхідності одержати грудковий дроблений продукт із невеликим вмістом дріб'язку. Процес дроблення в дробарках із зубчатими валками здійснюється при меншому переподрібненні та витраті енергії, ніж у щокових і конусних дробарках. Зубчаті дробарки працюють при ступенях дроблення 4 — 6.
Дробарки з рифленими валками застосовуються для дроблення матеріалів твердих і середньої твердості. Окружна швидкість рифлених валків на 10 — 20 % менше швидкості гладких.

## Виготівники
Вітчизняні дробарки двохвалкові зубчаті виготовляє Ясинуватський машинобудівний завод (ДДЗ-4; ДДЗ-6; ДДЗ-8), та Новокраматорський машинобудівний завод (ДДЗ-2000).

## Окремі різновиди

### Валкові дробарки з гладкими валками

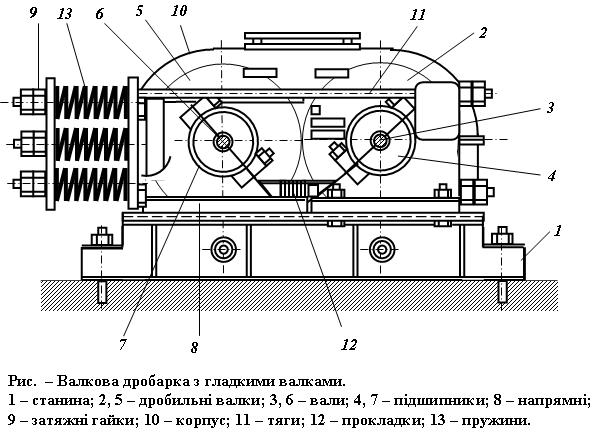

Валкові дробарки з гладкими валками (ДГ) частіше за все випускаються двовалковими (рис.). Станина 1 дробарки являє собою чотирикутну раму конструкцію зварну або литу. Дробильний валок 2 насаджений на вал 3, обертається у підшипниках 4 нерухомо закріплених на станині. Другий дробильний валок 5 насаджений на вал 6, обертається у підшипниках 7, які можуть переміщатись поздовж станини по напрямним 8. Вали 3 і 6 з дробильними валками 2 і 5 обертаються назустріч один одному і отримують обертання від електродвигуна через редуктор і карданні вали (на рис. не показані). Дробильні валки виготовляють з чавуну і футерують по зовнішній поверхні бандажами з високомарганцевистої або вуглецевої сталі.
Положення рухомих підшипників фіксується за допомогою тяг 11, прокладок 12, пружин 13 і затяжних гайок 9. Прокладки 12, розташовані між нерухомими підшипниками 4 і упором на нижніх тягах 11, обмежують переміщення рухомих підшипників 7, а також фіксують відстань між дробильними валками. Затяжні гайки 9 деформують пружини 13, які при цьому притискають рухомі підшипники 7 до прокладок 12.
Попередньо стиснуті пружини компенсують нормальні зусилля, які виникають при дробленні руди. При потраплянні у зазор між валками предметів, що не дробляться, пружини 13 стискуються і рухомі підшипники 7 з дробильним валком 5 відсуваються. При цьому розмір щілини між валками збільшується і предмет, що не дробиться, провалюється униз. З метою герметизації і безпеки експлуатації дробильні валки обертаються у литому корпусі 10.
Розміри валкових дробарок визначаються діаметром і довжиною валків. Окружна швидкість на поверхні валків становить 4 — 6 м/с. Валкові дробарки з гладкими валками працюють при ступені дроблення 3 — 4.
Різновидом дробарок з гладкими валками є двовалкові дробарки з рифленими валками. Виготовлюються дробарки з обома рифленими валками (ДР) і дробарки з одним гладким і одним рифленим (ДГР). Дробарки з рифленими валками застосовуються для дроблення матеріалів твердих і середньої твердості. Окружна швидкість рифлених валків на 10 — 20 % менше швидкості гладких.
Різновидом дробарок з гладкими валками є двовалкові дробарки з рифленими валками. Виготовлюються дробарки з обома рифленими валками (ДР) і дробарки з одним гладким і одним рифленим (ДГР). Дробарки з рифленими валками застосовуються для дроблення матеріалів твердих і середньої твердості. Окружна швидкість рифлених валків на 10 — 20 % менше швидкості гладких.

### Валкові дробарки з зубчатими валками
Валкові дробарки з зубчатими валками працюють за принципом розколювання вихідного матеріалу при затягуванні його між валками. При завантаженні матеріалу у дробарку необхідно забезпечити рівномірне його поступлення по всієї довжині валків (для того, щоб працювала уся поверхня валків). Дробарки призначені для крупного і середнього дроблення м'яких і крихких порід (вугілля, антрацитів і сланців) при необхідності одержати грудковий дроблений продукт із невеликим вмістом дріб'язку.
Процес дроблення в дробарках із зубчатими валками здійснюється при меншому переподрібненні та витраті енергії, ніж у щокових і конусних дробарках

#### Двовалкові зубчасті дробарки

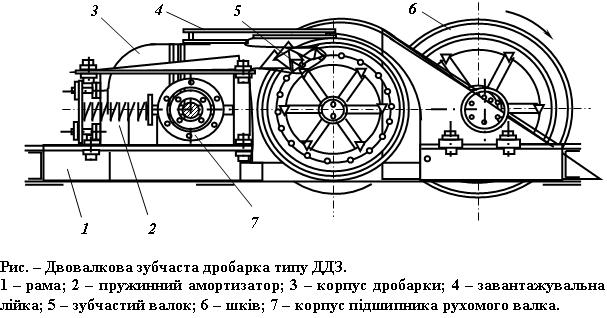

Двовалкові зубчасті дробарки типу ДДЗ (рис.) використовують для крупного і середнього дроблення гірничої маси з коефіцієнтом міцності по шкалі М. М. Протодьяконова 4 ÷ 6. Принцип дії дробарок полягає у тому, що два валки 5 з зубчастими бандажами обертаються назустріч один одному, захоп-люють грудку вугілля і розколюють її зубцями. Валок має форму багатогранника, який жорстко насаджений на вал. До граней валка за допомогою болтів кріпляться зубчасті сегменти виготовлені з марганцевистої сталі. Набір сегментів створює зубчатий валок циліндричної форми. Ряди зубів одного валка розташовані між рядами зубів іншого валка, що забезпечує отримання однорідного по крупності продукту. При крупному дробленні форма зубів дзьобоподібна з висотою зубів від 70 до 110 мм, при дрібному дробленні — списоподібна з висотою зубів близько 30 мм.
У випадку потрапляння предмету, що не дробиться, один з валків (рухомий), зв'язаний з пристроєм амортизації 2, відхиляється назад, пропускає цей предмет, а потім повертається у вихідне положення. Пристрій амортизації дозволяє також регулювати відстань між валками (від 50 до 150 мм), для отримання потрібної крупності дробленого продукту. За умовами кута захоплення зубчасті валкові дробарки можуть приймати грудки в 2,5 рази менше діаметра валка. Утворення дрібних частинок (менше 1 мм) у дробарках ДДЗ не перевищує 7 — 9 %.
Ступінь дроблення зубчастих дробарок становить 4 — 6.
Найбільш досконалою з ряду дробарок типу ДДЗ є дробарка ДДЗ-16, яка має індивідуальний привод до кожного валка і здатна дробити гірничу масу з коефіцієнтом міцності 6 ÷ 8. Зубчаста передача з плаваючою шестернею забезпечує синхронність обертання валків при великому ході рухомого валка, а кулькова захисна муфта і електрична захисна система дозволяють згладити піки і обмежити навантаження при аварійних режимах.
Двовалкова зубчаста дробарка типу ДДЗЕ відрізняється від дробарок ДДЗ більшою окружною швидкістю валків і наявністю індивідуального привода кожного валка. Залежно від крупності вихідного вугілля для отримання дробленого продукту необхідної крупності передбачене застосування валків з зубцями різної форми: тупого клина, зрізаної піраміди, плоскої піраміди.
Для очищення валків від налиплого матеріалу підвищеної вологості на рамі дробарки встановлені стаціонарні металічні гребінки.
В зубчаті дробарки не допускається потрапляння випадкових металічних преметів. Для захисту дробарок перед ними встановлюють електромагнітні залізовідділювачі.
Переваги дробарок ДДЗ: простота конструкції, зручність обслуговування і ремонту, порівняно невеликий вихід дріб'язку в дробленому продукті, низькі питомі витрати електроенергії. Недоліки: малий термін служби зубчастих сегментів, недостатній відхід валків при потраплянні предметів, що не дробляться.